# تکاب
تَکاب مرتفع‌ترین و سردترین شهر استان آذربایجان غربی است. این شهر مرکز شهرستان تکاب بوده و یکی از شهرهای باستانی و قدیمی ایران و جهان است که قدمت آن به دوران هخامنشیان و ساسانیان بازمی‌گردد. تخت سلیمان از مهم‌ترین مناطق باستانی و فرهنگی ایران است که در میراث جهانی یونسکو ثبت شده است و در ۳۲ کیلومتری تکاب قرار دارد. تکاب به (شهر تاریخ و تمدن)، (پایتخت طلا و جواهرات خاورمیانه)، (شهر معادن)، (پایتخت سیب ایران)، (بهشت زمین‌شناسی جهان)، (سردترین شهر ایران) و (مرکز گیاهان دارویی ایران) معروف است. تکاب در بین چهار استان مهم کشور از جمله کردستان، زنجان، آذربایجان غربی و آذربایجان شرقی قرار گرفته است و تنها شهر استان آذربایجان غربی است که با استان زنجان مرز مشترک دارد و همچنین تکاب تنها شهر آذربایجان غربی است که با هر سه استان همسایه آذربایجان غربی مرز مشترک دارد.
تخت سلیمان و زندان سلیمان از مهم‌ترین جاذبه‌های گردشگری در این شهر است که در میراث جهانی یونسکو ثبت شده است؛ همچنین مُهر موبد موبدان منقوش اساطیر کهن و بیش‌تر در ستایش آب و آتش است، در تخت سلیمان کشف شده است.

## مردم‌‌شناسی

### جمعیت
بر پایه سرشماری عمومی نفوس و مسکن در سال ۱۳۹۵، جمعیت شهر تکاب برابر با ۴۹٬۵۳۶ نفر بوده‌است. 

### قومیت و زبان
مردم تکاب را عمدتا ترک‌ها و کرد‌ها تشکیل می‌دهند. مردم این شهر به زبان‌های ترکی آذربایجانی و کردی سورانی سخن می‌گویند.

### دین و مذهب
دین مردمان این شهر، اسلام و مذهب آنان نیز شیعه دوازده‌امامی، اهل سنت شافعی و اهل حق است.

## نام گذاری
تکاب، به معنای آب باریک و زمینی که آب کم و باریکی در آن باشد آمده است. تکاب به صورت اسم مرکب به معنی دره، زمینی که در بعضی از جاهای آن آب فرورود و از جای دیگر برآید. نام این شهر تا قبل از سال ۱۳۱۶ هجری خورشیدی تیکان‌تپه یا تیکان‌تپه افشار بوده است.

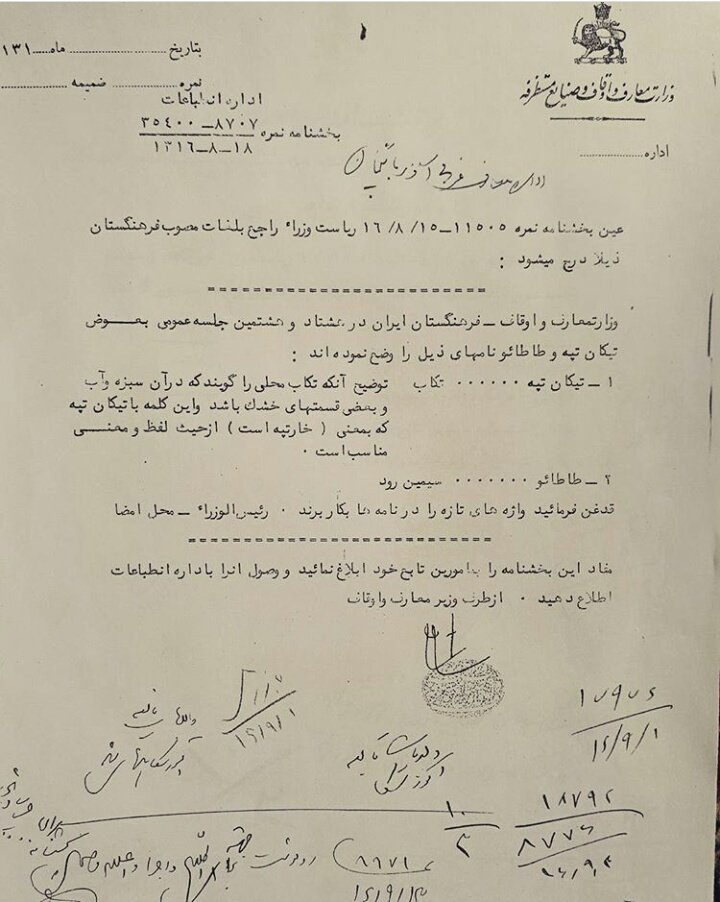
سند تغییر نام تیکان‌تپه به تکاب در سال ۱۳۱۶ هجری خورشیدی

نام افشار برگرفته از نام قبیله قرخلو افشار است، که ترکمانان بودند.
شاه اسماعیل صفوی قسمتی از ایشان را به شمال خراسان کوچانید و در حوالی ابیورد و نسا جای داد. سپس شاه عباس صفوی در اوایل اقتدار خود، به منظور کاهش نفوذ اقوام محلی، ایل افشار را از خراسان کوچانید، و در جلگه سرسبز و خرم ارومیه و منطقه افشار متوطن گردانید، و امور سرحدی این منطقه وسیع و مهم را تقریباً به طول ۱۲۰ کیلومتر می‌باشد، در عهده آن‌ها گذاشت و بدین جهت این منطقه به افشار موسوم گردید است. منطقه افشار از دو قسمت مشخص و با دو آب و هوای متفاوت تشکیل یافت، و در منتهی‌الیه جنوب خاوری آذربایجان غربی، مابین بیجار، گروس، سقز، خمسه (قیدار) زنجان و سراسکند میانه واقع شد است. منطقه‌ای که مرکز آن تکاب است و معروف به محال علیا و منطقه دیگر را که مرکز آن شاهین‌دژ است محال سفلی می‌نامند.

## پیشینه
ناحیه‌ای که امروزه تکاب نامیده می‌شود، در ناحیه‌ای واقع بوده که در سالنامه‌های آشوری از نیمهٔ دوم سدهٔ ۹ قبل از میلاد، زاموآ خوانده می‌شده، و همواره دستخوش تهاجم آشوریان بوده است. این ناحیه مسکن اقوام باستانی لولوبی و گوتی بوده است و بعدها دولت ماننا در آن تشکیل شد و از سدهٔ ۷ ق م با تشکیل دولت ماد از مراکز مهم اقتصادی دولت ماننا و ماد به‌شمار می‌رفت.
ازجمله آثار بر جای مانده از دورهٔ مادها در این منطقه، بناهای سنگی غار کرفتو است که با دست در دل سنگ تراشیده شده است و نمونه‌ای از معماری سنگی دورهٔ مادها به‌شمار می‌رود. این غار کاربرد دفاعی نیز داشته است و مردم برای گریز از تهاجم اورارتوها و آشوریها، در آن پناه می‌گرفتند. در کاوشهای باستان‌شناسی آثاری از دورهٔ هخامنشیان در زندان سلیمان و تخت سلیمان به دست آمده است. این کاوشها همچنین نشان می‌دهد که منطقه تکاب در دوره‌های اشکانی و ساسانی نیز مرکز تمدنهای درخشانی بوده است که از مظاهر آن، علاوه‌بر بناهای سنگی غار کرفتو در غرب تکاب، می‌توان به آثار ساسانی کوه بلقیس در مشرق تخت سلیمان فعلی هم اشاره کرد.

## وضعیت طبیعی

### جغرافیا
تکاب از نظر جغرافیا، تاریخ و زبان، یکی از شهرهای منطقه آذربایجان (آتورپاتکان) و مکریان محسوب و شناخته می‌شود.

### رودخانه‌ها
از نظر تقسیم‌بندی رودهای منطقه تکاب را می‌توان به سه نوع دایمی، فصلی و اتفاقی تقسیم کرد. تنها رود پرآب و دایمی این منطقه رودخانه ساروق است که در واقع از طولانی‌ترین رودهای تکاب افشار به‌شمار می‌رود. این رودخانه شاخه اصلی زرینه رود را تشکیل می‌دهد. از جمله رودهای فصلی قجور چایی و حاج بابا چایی می‌توان نام برد از رودخانه‌های اتفاقی منطقه تکاب رودخانه رجال چایی می‌باشد

### آب و هوا
شهر تکاب با ارتفاع ۱۸۴۰ متر مرتفع‌ترین شهر استان آذربایجان غربی است. توپوگرافی ارتفاع و جهت گسترش ناهمواریها و دوری منطقه تکاب از دریا و کانون‌های رطوبتی شرایط ویژه‌ای به آب و هوای منطقه بخشیده که بارزترین مشخصه آن، زمستانهای سرد و برفی و تابستانهای معتدل و خشک می‌باشد. با در نظر گرفتن میانگین بارش سالانه تقریباً ۳۵۰ میلی‌متر در گروه رژیم بارانی نیمه بیابانی یا نیمه خشک محسوب می‌شود. بیشترین بارندگی در ماههای فروردین و آبان و کمترین بارندگی در تابستان ثبت میشود.
در بیشتر روزهای سرد سال به‌طور میانگین این شهر همراه با فیروزکوه رتبه سردترین شهر کشور را به خود اختصاص می‌دهد.
ایستگاه هواشناسی سینوپتیک تکاب در ارتفاع 1817 متری ازسطح دریا قرار دارد. از نظر دمایی تیر و مرداد گرمترین ماهها و بهمن و دی سردترین هستند. حداقل دمای روزانه در حدفاصل ماههای آبان تا فروردین (نوامبر تا آوریل) معمولا زیر صفر است.
| داده‌های اقلیم تکاب (مختصات:۳۶°۲۴′ شمالی ۴۷°۶′ شرقی / ۳۶٫۴۰۰°شمالی ۴۷٫۱۰۰°شرقی, دوره آماری: 1986-2010) | داده‌های اقلیم تکاب (مختصات:۳۶°۲۴′ شمالی ۴۷°۶′ شرقی / ۳۶٫۴۰۰°شمالی ۴۷٫۱۰۰°شرقی, دوره آماری: 1986-2010) | داده‌های اقلیم تکاب (مختصات:۳۶°۲۴′ شمالی ۴۷°۶′ شرقی / ۳۶٫۴۰۰°شمالی ۴۷٫۱۰۰°شرقی, دوره آماری: 1986-2010) | داده‌های اقلیم تکاب (مختصات:۳۶°۲۴′ شمالی ۴۷°۶′ شرقی / ۳۶٫۴۰۰°شمالی ۴۷٫۱۰۰°شرقی, دوره آماری: 1986-2010) | داده‌های اقلیم تکاب (مختصات:۳۶°۲۴′ شمالی ۴۷°۶′ شرقی / ۳۶٫۴۰۰°شمالی ۴۷٫۱۰۰°شرقی, دوره آماری: 1986-2010) | داده‌های اقلیم تکاب (مختصات:۳۶°۲۴′ شمالی ۴۷°۶′ شرقی / ۳۶٫۴۰۰°شمالی ۴۷٫۱۰۰°شرقی, دوره آماری: 1986-2010) | داده‌های اقلیم تکاب (مختصات:۳۶°۲۴′ شمالی ۴۷°۶′ شرقی / ۳۶٫۴۰۰°شمالی ۴۷٫۱۰۰°شرقی, دوره آماری: 1986-2010) | داده‌های اقلیم تکاب (مختصات:۳۶°۲۴′ شمالی ۴۷°۶′ شرقی / ۳۶٫۴۰۰°شمالی ۴۷٫۱۰۰°شرقی, دوره آماری: 1986-2010) | داده‌های اقلیم تکاب (مختصات:۳۶°۲۴′ شمالی ۴۷°۶′ شرقی / ۳۶٫۴۰۰°شمالی ۴۷٫۱۰۰°شرقی, دوره آماری: 1986-2010) | داده‌های اقلیم تکاب (مختصات:۳۶°۲۴′ شمالی ۴۷°۶′ شرقی / ۳۶٫۴۰۰°شمالی ۴۷٫۱۰۰°شرقی, دوره آماری: 1986-2010) | داده‌های اقلیم تکاب (مختصات:۳۶°۲۴′ شمالی ۴۷°۶′ شرقی / ۳۶٫۴۰۰°شمالی ۴۷٫۱۰۰°شرقی, دوره آماری: 1986-2010) | داده‌های اقلیم تکاب (مختصات:۳۶°۲۴′ شمالی ۴۷°۶′ شرقی / ۳۶٫۴۰۰°شمالی ۴۷٫۱۰۰°شرقی, دوره آماری: 1986-2010) | داده‌های اقلیم تکاب (مختصات:۳۶°۲۴′ شمالی ۴۷°۶′ شرقی / ۳۶٫۴۰۰°شمالی ۴۷٫۱۰۰°شرقی, دوره آماری: 1986-2010) | داده‌های اقلیم تکاب (مختصات:۳۶°۲۴′ شمالی ۴۷°۶′ شرقی / ۳۶٫۴۰۰°شمالی ۴۷٫۱۰۰°شرقی, دوره آماری: 1986-2010) |
| ماه                                                                                                   | ژانویه                                                                                                | فوریه                                                                                                 | مارس                                                                                                  | آوریل                                                                                                 | مه | ژوئن                                                                                                  | ژوئیه                                                                                                 | اوت                                                                                                   | سپتامبر                                                                                               | اکتبر                                                                                                 | نوامبر                                                                                                | دسامبر                                                                                                | سال                                                                                                   |
| --- | --- | --- | --- | --- | --- | --- | --- | --- | --- | --- | --- | --- | --- |
| میانگین بیش‌ترین °C (°F)                                                                               | ۰٫۵ (۳۳)                                                                                              | ۲٫۴ (۳۶)                                                                                              | ۸٫۳ (۴۷)                                                                                              | ۱۵٫۰ (۵۹)                                                                                             | ۲۰٫۴ (۶۹)                                                                                             | ۲۷٫۲ (۸۱)                                                                                             | ۳۱٫۴ (۸۹)                                                                                             | ۳۱٫۴ (۸۹)                                                                                             | ۲۶٫۵ (۸۰)                                                                                             | ۱۹٫۰ (۶۶)                                                                                             | ۱۰٫۴ (۵۱)                                                                                             | ۴٫۱ (۳۹)                                                                                              | ۱۶٫۳۸ (۶۱٫۶)                                                                                          |
| میانگین روزانه °C (°F)                                                                                | −۴٫۲ (۲۴)                                                                                             | −۲٫۴ (۲۸)                                                                                             | ۲٫۹ (۳۷)                                                                                              | ۸٫۷ (۴۸)                                                                                              | ۱۳٫۱ (۵۶)                                                                                             | ۱۸٫۱ (۶۵)                                                                                             | ۲۲٫۵ (۷۳)                                                                                             | ۲۲٫۱ (۷۲)                                                                                             | ۱۷٫۱ (۶۳)                                                                                             | ۱۱٫۴ (۵۳)                                                                                             | ۴٫۵ (۴۰)                                                                                              | −۰٫۶ (۳۱)                                                                                             | ۹٫۴۳ (۴۹٫۲)                                                                                           |
| میانگین کم‌ترین °C (°F)                                                                                | −۸٫۹ (۱۶)                                                                                             | −۷٫۳ (۱۹)                                                                                             | −۲٫۴ (۲۸)                                                                                             | ۲٫۵ (۳۷)                                                                                              | ۵٫۸ (۴۲)                                                                                              | ۸٫۹ (۴۸)                                                                                              | ۱۳٫۵ (۵۶)                                                                                             | ۱۲٫۷ (۵۵)                                                                                             | ۷٫۷ (۴۶)                                                                                              | ۳٫۷ (۳۹)                                                                                              | −۱٫۳ (۳۰)                                                                                             | −۵٫۴ (۲۲)                                                                                             | ۲٫۴۶ (۳۶٫۵)                                                                                           |
| بارندگی میلی‌متر (اینچ)                                                                                | ۳۲٫۳ (۱٫۲۷)                                                                                           | ۳۶٫۷ (۱٫۴۴)                                                                                           | ۴۵٫۸ (۱٫۸)                                                                                            | ۶۵٫۶ (۲٫۵۸)                                                                                           | ۳۹٫۴ (۱٫۵۵)                                                                                           | ۸٫۱ (۰٫۳۲)                                                                                            | ۴٫۰ (۰٫۱۶)                                                                                            | ۴٫۴ (۰٫۱۷)                                                                                            | ۲٫۸ (۰٫۱۱)                                                                                            | ۲۴٫۱ (۰٫۹۵)                                                                                           | ۴۰٫۸ (۱٫۶۱)                                                                                           | ۳۴٫۶ (۱٫۳۶)                                                                                           | ۳۳۸٫۶ (۱۳٫۳۲)                                                                                         |
| درصد رطوبت                                                                                            | ۷۶ | ۷۴ | ۶۶ | ۶۰ | ۵۳ | ۴۰ | ۳۵ | ۳۲ | ۳۴ | ۴۹ | ۶۴ | ۷۲ | ۵۴٫۶                                                                                                  |
| میانگین روزانه ساعت‌های تابش آفتاب                                                                     | ۱۳۳٫۶                                                                                                 | ۱۵۳٫۵                                                                                                 | ۱۹۲٫۰                                                                                                 | ۲۱۸٫۰                                                                                                 | ۲۸۶٫۳                                                                                                 | ۳۳۷٫۵                                                                                                 | ۳۵۴٫۴                                                                                                 | ۳۴۴٫۵                                                                                                 | ۳۱۶٫۸                                                                                                 | ۲۵۱٫۱                                                                                                 | ۱۸۳٫۸                                                                                                 | ۱۲۹٫۰                                                                                                 | ۲٬۹۰۰٫۵                                                                                               |
| منبع: IRIMO(ساعات آفتابی 1986-2005)                                                                   | | | | | | | | | | | | | |

## اقتصاد
بیشتر درآمد مردم این شهر از راه کشاورزی و دامپروری بوده و کمتر واحد صنعتی در شهر تکاب به چشم می‌خورد. شهر تکاب در یک نگاه کاملاً خدماتی و در خدمت دامداری و کشاورزی است. در بخش معدن، تکاب دارای بزرگ‌ترین مجموعه تولید طلای ایران است. بزرگ‌ترین معادن طلای خاورمیانه با ذخایر ۸۰ تن طلای خالص در معادن زره‌شوران (اولین در ایران) و آقدره (دومین در ایران) در تکاب قرار دارد

## گردشگری

### تخت سلیمان (آتشکده آذرگشنسب)

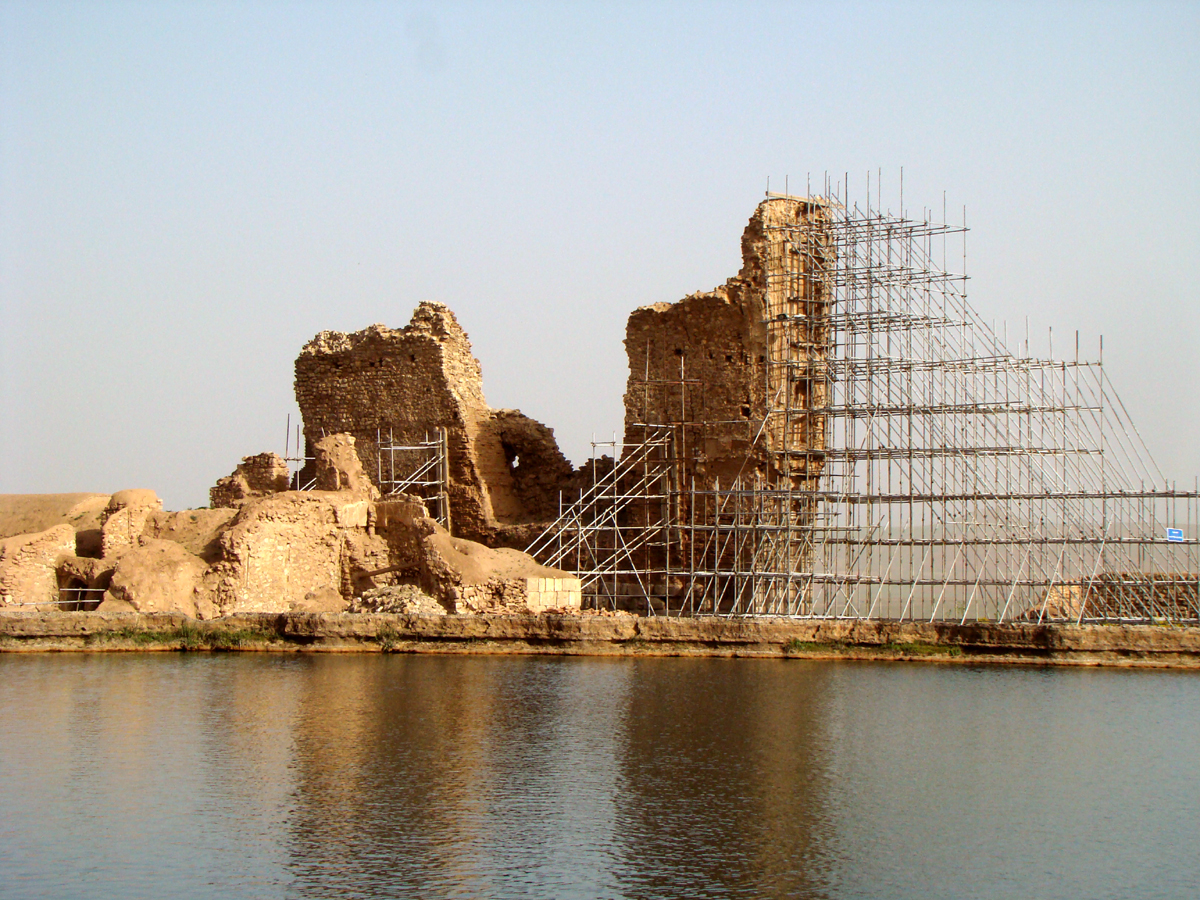
دریاچه تخت سلیمان و ایوان خسرو.

تخت سلیمان مجموعه‌ای تاریخی است مشتمل بر دریاچه طبیعی، آتشکده آذرگشنسب، معبد آناهیتا، بنای چهارتاقی، تالار و کاخ شاهی که بر روی صفحه‌ای سنگی که از رسوب مواد کانی و طی میلیون‌ها سال ایجاد شده است، بنا گردیده. این مجموعه که امروزه تخت سلیمان نامیده می‌شود، در گذشته به آتشکدهٔ آذرگشنسب معروف بوده است.
هرچند قدمت تأسیسات انسانی تخت سلیمان به هزارهٔ اول قبل از میلاد مسیح برمی گردد اما اوج شکوفایی آن مربوط به دورهٔ ساسانیان است. این اعتقاد وجود دارد که تخت سلیمان برای ساسانیان همان ارزشی را داشته که تخت جمشید برای هخامنشیان داشته است. ساسانیان به ویژه خسرو انوشیروان در آبادانی این مجموعه سعی فراوان کردند و خصوصاً ساخت بزرگ‌ترین و معتبرترین آتشکده در این مکان به‌طور روزافزون بر جایگاه این مکان افزود.
طی جنگ‌های ایران و روم در سال ۶۲۴ میلادی خسرو پرویز از هراکلیوس شکست سنگینی خورد و آتشکده ویران گردید. هرج و مرج اواخر دورهٔ ساسانی، حملهٔ اعراب به ایران، قرن‌ها حاکمیت عباسیان بر این سرزمین، حکومت ترکان در شمال شرق ایران و دور بودن آنان از نواحی غربی، همه باعث شد تا تخت سلیمان برای مدت‌های طولانی به بوته فراموشی سپرده شود تا اینکه مجدداً در دورهٔ ایلخانی و تمایل آنان به مناطق غربی ایران و انتخاب تبریز، مراغه و سلطانیه به عنوان پایتخت، باعث شد جهت عمران و آبادانی این منطقه اقدام گردد. آنان از این منطقه به عنوان پایتخت استفاده می‌کردند. با افول ایلخانان، تخت سلیمان کم‌کم مرکزیت خود را از دست داد و از حدود قرن ۱۱ هجری قمری به بوتهٔ فراموشی سپرده شد.
دور تا دور مجموعهٔ تخت سلیمان با دیوارهای عربی و برج‌های متعدد حفاظت می‌شده است و مساحت آن حدود ۱۲۴۰۰۰ متر مربع است و به‌طور متوسط ۱۵ متر بلندی دارد. قطر دیوار حدود چهار متر است و ۳۸ برج نگهبانی از مجموعه حفاظت می‌کرده‌اند. حصار دارای دو دروازه بوده، یکی در ضلع شمالی و دیگری دروازهٔ ضلع جنوب شرقی.
ایوان غربی (ایوان خسرو)، معبد آناهیتا، هشت ضلعی دورهٔ ایلخانی، بقایای کاخ‌های دورهٔ ایلخانی، تالار شورا، موزه و نمایشگاه از دیگر نقاطی است که در این مجموعه قرار دارند.

### جاذبه‌های گردشگری

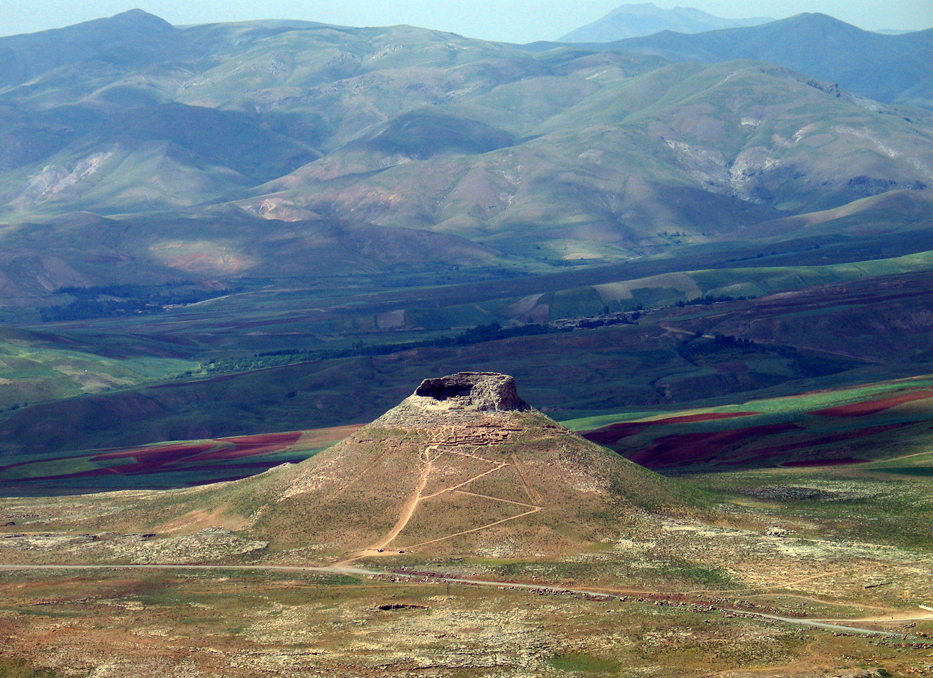
مجموعه تخت سلیمان- زندان سلیمان

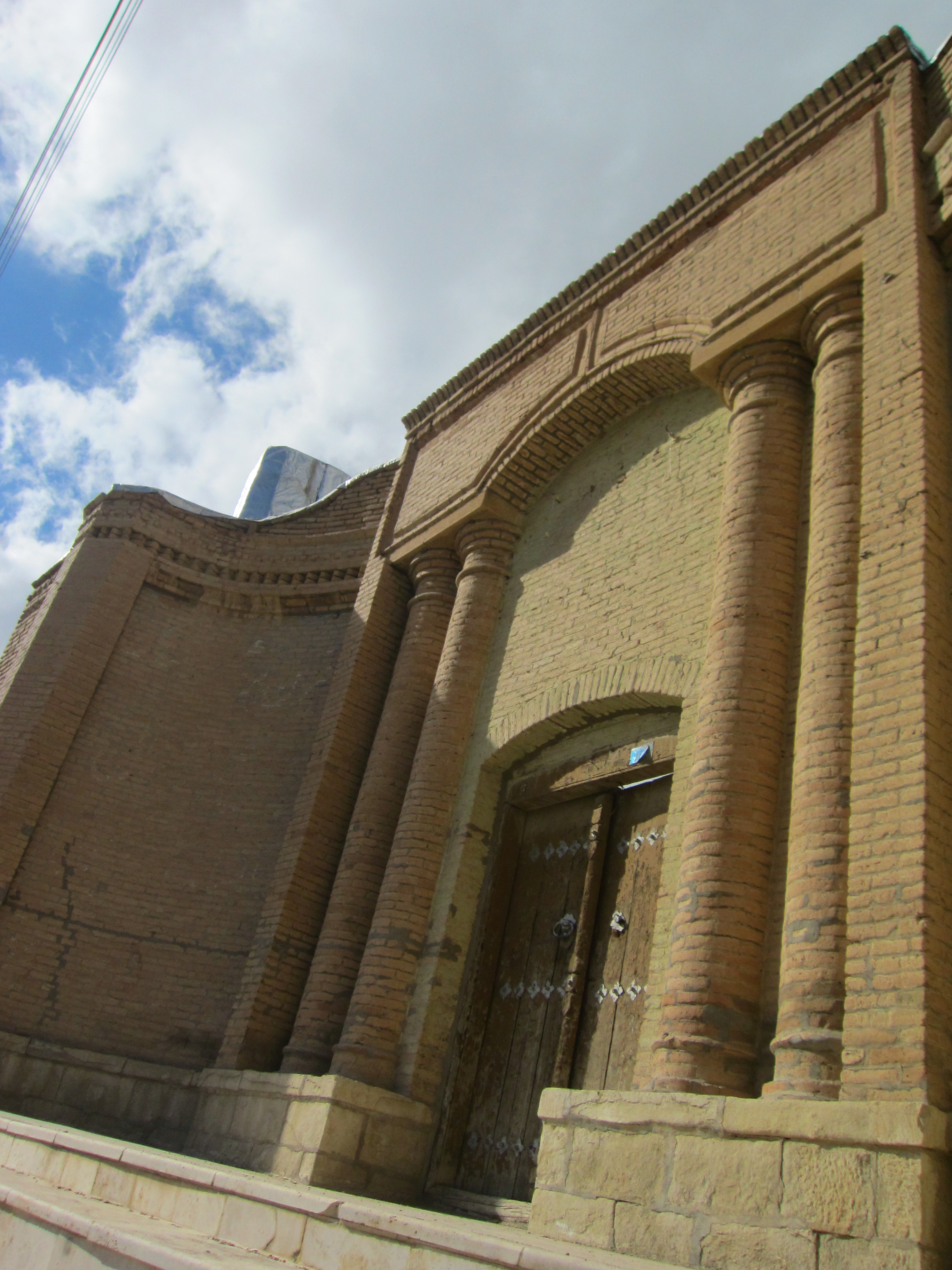
سردر بنای قلعه سردار افشار

از مناطق دیدنی و گردشی این شهر می‌توان به موارد زیر اشاره کرد:
- تخت سلیمان[۴۴] و آتشکده آذرگشسپ که به عنوان چهارمین اثر باستانی ایران در میراث جهانی یونسکو یونسکو ثبت شده است. این محوطه باستانی با قدمت ۳۵۰۰ ساله جزو ده اثر بزرگ ملی در دست بازسازی می‌باشد.
- زندان سلیمان: کوهی استوانه‌ای شکل تو خالی که در زبان مردم محلی زندان سلیمان نامیده می‌شود
- کوه بلقیس:باارتفاع۳۳۳۵ قرار دارد. دریاچه‌ای فصلی وابسته به این کوه.
- مسجد جامع تکاب: با قدمت بیش از صد سال با معماری زیبا ثبت شده در آثار لیست آثار ملی
- سد قجور:مربوط به دوره پهلوی است و در تکاب، ۵ کیلومتری شرق تکاب واقع شده و این اثر در تاریخ ۱۲ مهر ۱۳۷۷ با شمارهٔ ثبت ۲۱۳۳ به‌عنوان یکی از آثار ملی ایران به ثبت رسیده است
- مسجد اوغول بیگ
- یخچال اوغول بیگ
- آرامگاه ایوب انصاری:مربوط به سدهٔ ۹ ه‍.ق است این بقعه جزو زیباترین مقابر مذهبی آذربایجان به حساب می‌آید بنای مذکور از تناسبات بسیار زیبایی برخوردار است که احتمال می‌رود ۵۰ سال بعد از فوت این عالم و فقیه این بنا را به پاس‌داشت وی می‌سازند؛ و در ۱۳ کیلومتری جنوب تکاب واقع شده و این اثر در تاریخ ۱۷ خرداد ۱۳۳۵ با شمارهٔ ثبت ۱۲۴۴ به‌عنوان یکی از آثار ملی ایران به ثبت رسیده است.[۴۵]
- بازار تکاب افشار:بازار روباز تکاب در سال ۱۳۲۸ تا سال ۱۳۳۸ توسط معمار معروف شهر تبریز استاد غلام حسین معمار باشی تبریزی به دستور ساعد السطان افشار فتحعلی خان افشار در چهار خیابان اصلی به مرکزیت چهارراه فعلی تکاب ساخته شده است.
- آبگرم تخت سلیمان (ایسدی سو): با چشمه‌های آب گرم، که برای درمان بیماری‌های روماتیسمی محبوبیت دارد.
- چمن متحرک چملی: جزیره‌ای متحرک در داخل آب دریاچه چملی، واقع در روستای بدرلو تکاب که از مناطق بسیار زیبا ولی در عین حال گمنام و ناشناخته می‌باشد
- قلعه سردار افشار بنای ساختمانی معروف به قلعه که در داخل شهر قرار دارد.
- مسجد جامع یولقون آغاج
- زندان نبی کندی
- خانه اربابی نصرت آباد (قالا)
- آبشار قینرجه
- قلعه ساری قورخان
- آبگرم و آبشار قینرجه در روستایی به همین نام واقع در جاده تخت سلیمان.
- چهار ستون تاریخی چهار طاق زوار (کلیسای چهارطاقی) در روستای چهارطاق.
- زندان برنجه
- آب سرد یار عزیز
- کوه چهل چشمه
- از آثار باستانی و دیدنیهای شهرستان تکاب مسجد جامع تاریخی روستای اغولبیک که در ۵ کیلومتری شهرستان تکاب واقع و ۷سال زودتر از مسجدجامع تکاب بنا شده است. همچنین یخچال طبیعی بی‌نظیر قدیمی که قدمت آن به بیش از یک قرن می‌رسد می‌توان اشاره نمود؛ و کوره خانه قدیمی و… می‌توان اشاره نمود.

آب سرد معدنی روستای اوغول‌بیگ که در دربند واقع گشته خواص درمانی بسیار مفید دارد و سالانه مردم زیادی از روستاهای اطراف و شهرستان تکاب به آنجا می‌آیند.
نور تپه که یکی از آثار قدیمی و تاریخی روستای اغولبیک که هم زیارتگاه و هم کوره آجر پزی، که آجر مسجد جامع اغولبیک در آنجا تولید می‌شده است و یکی از آثار ثبت شده میراث فرهنگی می‌باشد.

## صنایع دستی

### فرش افشار

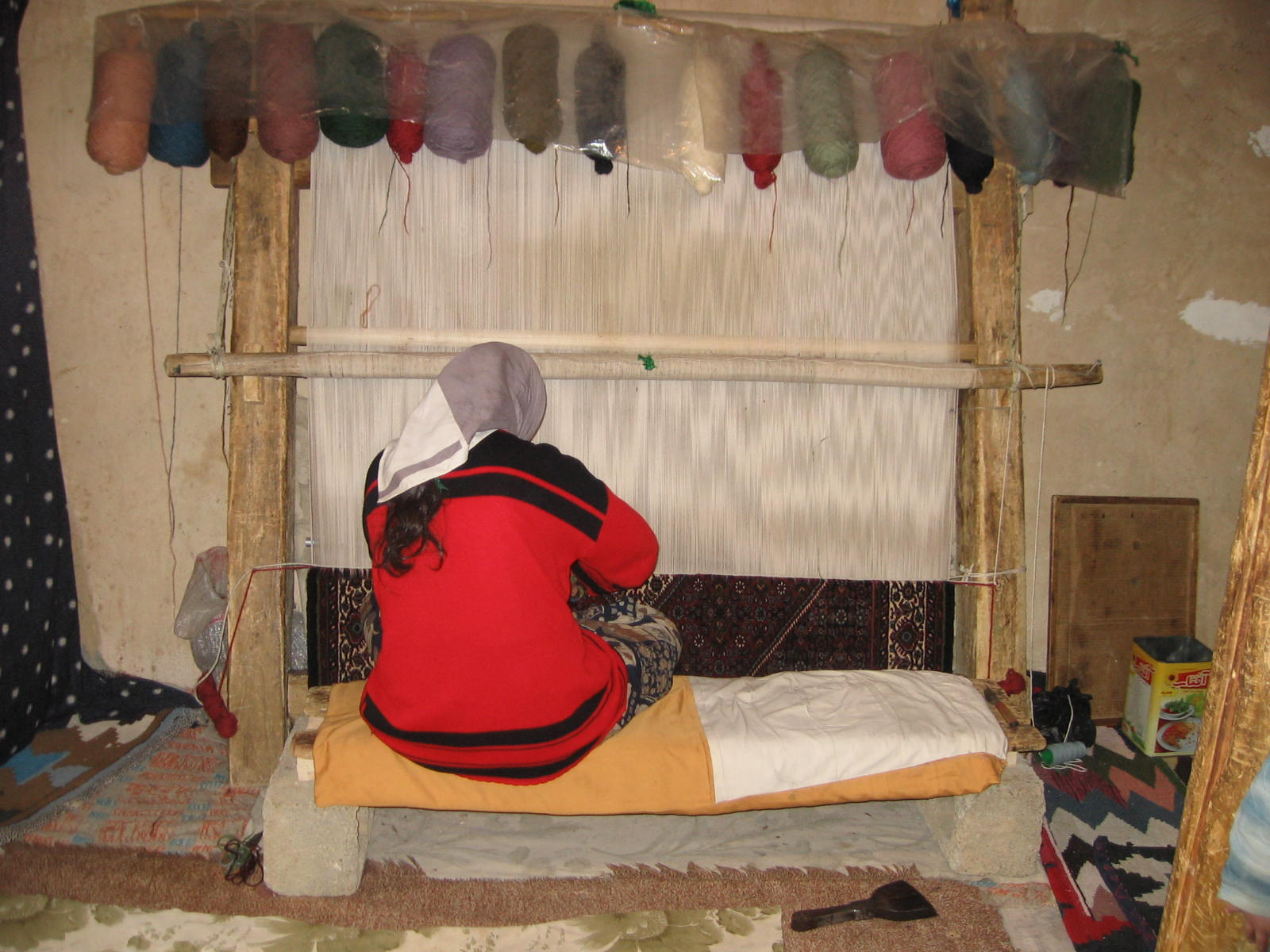
دختر تکابی در حال بافت فرش افشار تکاب

اقتصاد تکاب افشار کشاورزی و دامداری است و از این حیث تقریباً خودکفا و صادرکننده است، اما بخش مهم دیگری از اقتصاد منطقه محصولات صنایع دستی و بر عهده زنان فرشباف تکاب است. قالی و قالیچه‌های نفیس و گرانبهای افشار محبوبیت خاصی در بازارهای فرش دنیا دارد، و از حیث رنگ و مرغوبیت و طرز بافت و نقشه از فرش‌های درجه اول است. هرچند گاهی قالیچه‌های آن چنان ظریفی توسط زنان و دختران ماهر و هنرمند تکاب افشار بافته می‌شود، که می‌توان آن را در کیف دستی جای داد. اما در کل فرش افشار شهرت خود را به کیفیت و دوام آن مرهون، و به فرش آهنین معروف است. خانواده‌های بسیاری از بافتن این فرش‌ها امرار معاش می‌کنند. در زمانی که بازار فرش دستباف رونق خوبی داشت بیش از ۱۸ هزار نفر به‌طور مستقیم به کار فرش بافی اشتغال داشتند، فرش دستباف افشار تکاب به نوعی سوغات این شهر هم محسوب می‌شود.
اگر بخواهیم اطلاعاتی کافی در مورد رنگ‌های گیاهی به کار رفته در قالی‌های افشار کسب کنیم، باید از رنگرزان سراغ بگیریم. کلیه رنگ‌ها را کوپ رنگی یا «قازان رنگی» می‌گویند. به دلیل اینکه، این رنگ‌ها را در داخل خم یا قازان تهیه می‌کردند.

## سوغات
اغلب مردم در تکاب به کشاورزی و دامداری مشغول هستند و شاید معروف‌ترین سوغات این شهر که به نوعی صنایع دستی هم به حساب می‌آید فرش این منطقه باشد.
نقشه و طرح‌های فرش تکاب برگرفته از فرهنگ و طبیعت این شهرستان است. از دیگر صنایع دستی تکاب می‌توان به گلیم، جاجیم، صنایع چوبی و پشمی اشاره کرد. اتاقک
عسل، سیب، گیاهان دارویی، طلا و جواهرات از دیگر سوغات شهر تکاب هستند

## مدارس
تا پیش از تأسیس مدارس، آموزش و پرورش در تکاب توسط ملایان در مکتب خانه‌ها صورت می‌گرفت. با شروع مشروطه شیخ ابوالحسن ذوالمجدین، که به علوم جدید و زبان فرانسه آشنایی داشت با کمک همکارانش به تدریس با شیوه جدید مبادرت کرد. مدرسه محمدیه -با نام جدید شهید چمران- در سال ۱۲۹۶، اولین مدرسه تکاب است که به کمک حسینعلی خان سردار افشار ساخته شد. در سال ۱۳۲۰ نیز مدرسه دخترانه زند تأسیس شد. نخستین دبیرستان تکاب در سال ۱۳۳۲ به کمک افتخار الملک تأسیس شد.

## پلاک خودرو و موتور سیکلت
کدهای استان آذربایجان غربی برای شماره‌گذاری خودرو ۱۷ و ۲۷ و ۳۷ است که کد ۱۷ برای شهرستان ارومیه و کد ۲۷ و ۳۷ برای شهرستان‌های آن می‌باشد. پلاک خودروهای تکاب ایران ۲۷ ق است.
موتور سیکلت به صورت استانی شماره گذاری می‌شود و کدهای استان آذربایجان غربی ۳۷۱، ۳۷۲، ۳۷۳، ۳۷۴، ۳۷۵، ۳۷۶، ۳۷۷ است.

## ترابری
مسافت مسیر جاده‌ای تکاب به ارومیه مرکز استان ۲۸۰ کیلومتر و مسافت مسیر جاده‌ای تکاب به تهران ۵۰۰ کیلومتر است.
فاصله شهر تکاب با کلانشهرهای مهم و شهرهای همجوار (تمامی این محورها از نوع شبکه دسترسی سطح ۲ درون منطقه‌ای هستند):
| تکاب                 | تکاب                   | تکاب                    |
| -------------------- | ---------------------- | ----------------------- |
| زنجان - ۲۳۱ کیلومتر  | سنندج - ۱۷۵ کیلومتر    | تهران - ۵۰۰ کیلومتر     |
| ارومیه - ۲۸۰ کیلومتر | تبریز - ۳۰۱ کیلومتر    | اردبیل - ۳۷۹ کیلومتر    |
| اصفهان - ۷۴۱ کیلومتر | کرج - ۴۶۲ کیلومتر      | ایلام - ۵۱۶ کیلومتر     |
| بوشهر - ۱۲۳۲ کیلومتر | شهرکرد - ۸۴۱ کیلومتر   | بیرجند - ۱۶۳۴ کیلومتر   |
| مشهد - ۱۳۹۲ کیلومتر  | بجنورد - ۱۲۰۷ کیلومتر  | اهواز - ۸۰۲ کیلومتر     |
| همدان - ۲۴۵ کیلومتر  | سمنان - ۷۱۷ کیلومتر    | زاهدان - ۱۹۶۵ کیلومتر   |
| شیراز - ۱۲۲۶ کیلومتر | قزوین - ۳۴۰ کیلومتر    | قم - ۴۸۵ کیلومتر        |
| کرمان - ۱۴۷۱ کیلومتر | کرمانشاه - ۳۰۱ کیلومتر | یاسوج - ۱۰۷۴ کیلومتر    |
| گرگان - ۹۰۱ کیلومتر  | رشت - ۳۶۴ کیلومتر      | خرم‌آباد - ۴۸۹ کیلومتر   |
| ساری - ۷۶۷ کیلومتر   | اراک - ۴۴۲ کیلومتر     | بندرعباس - ۱۷۶۴ کیلومتر |
| مهاباد - ۱۸۵ کیلومتر | یزد - ۱۱۲۱ کیلومتر     | بوکان - ۱۲۴ کیلومتر     |
| سقز - ۱۰۷ کیلومتر    | مریوان - ۲۳۰ کیلومتر   | بانه - ۱۶۶ کیلومتر      |

| نام محور                       | طول مسافرت  |
| ------------------------------ | ----------- |
| تکاب - تخت سلیمان              | ۴۰ کیلومتر  |
| تکاب - غارکرفتو                | ۴۰ کیلومتر  |
| تکاب - شاهین دژ                | ۸۱ کیلومتر  |
| تکاب - میاندوآب                | ۱۳۹ کیلومتر |
| تکاب - بیجار                   | ۸۸ کیلومتر  |
| تکاب - سقز (گردنه اوباتو)      | ۱۰۷ کیلومتر |
| تکاب - دیواندره (گردنه اوباتو) | ۸۸ کیلومتر  |
| تکاب - سنندج                   | ۱۷۵ کیلومتر |
| تکاب - ماه نشان                | ۱۱۷ کیلومتر |
| تکاب - دندی                    | ۸۷ کیلومتر  |

## نگارخانه

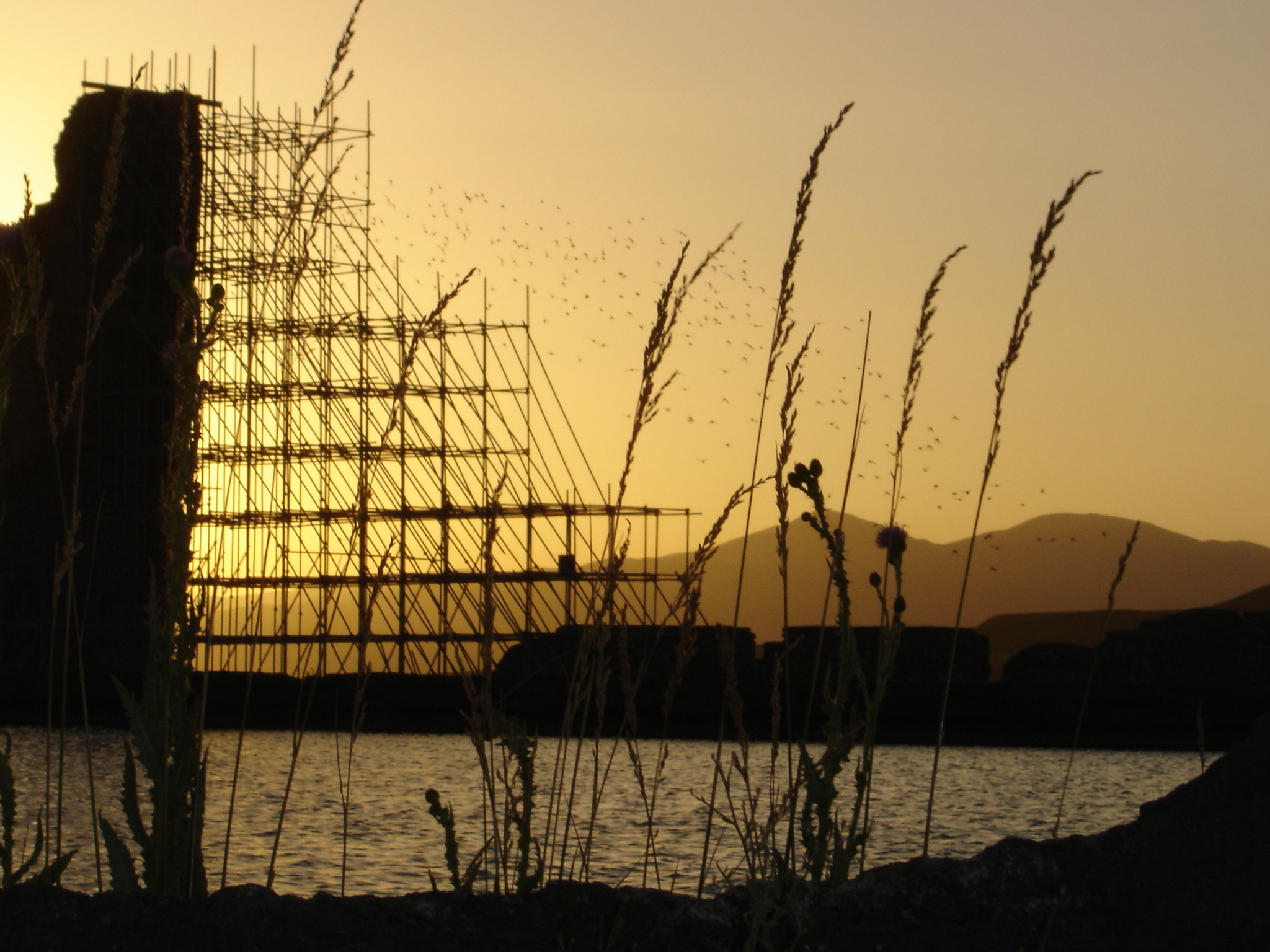
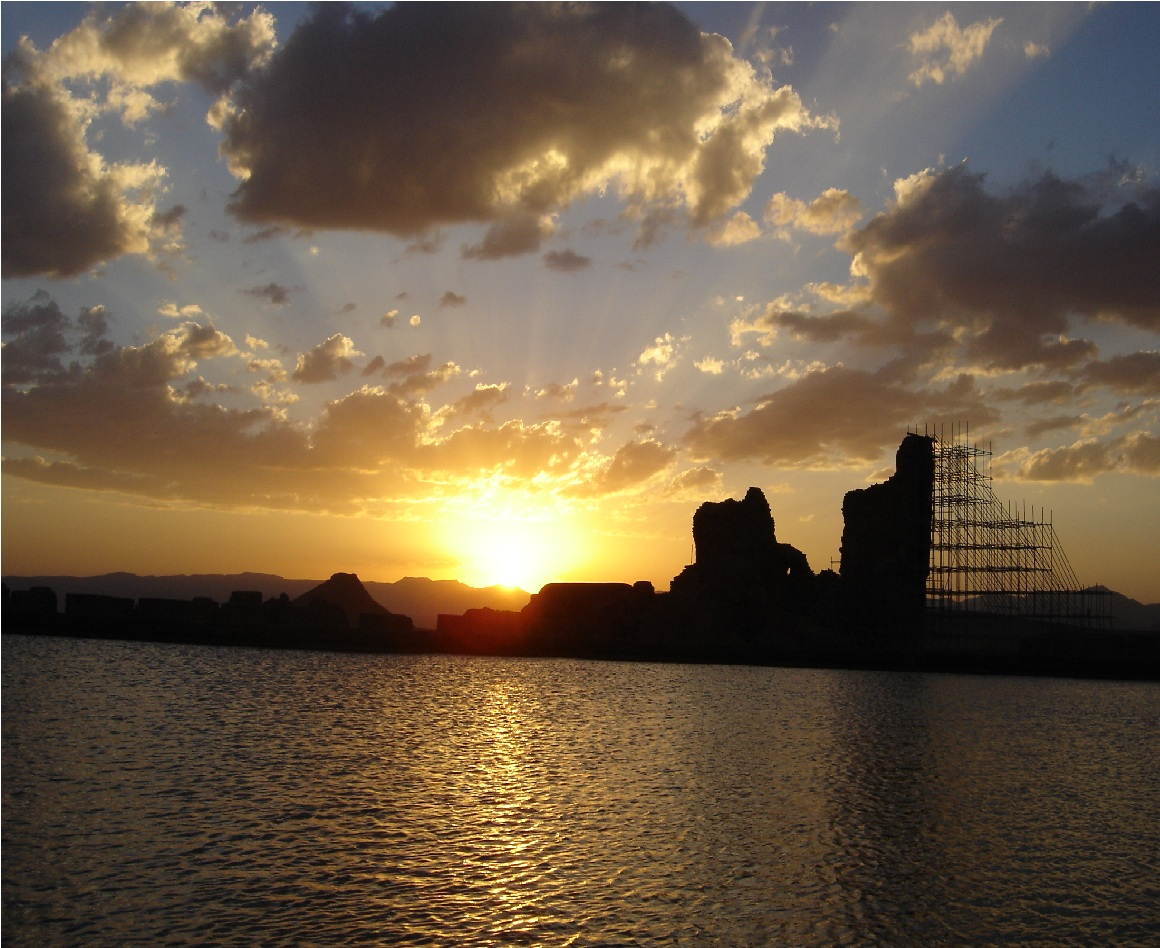
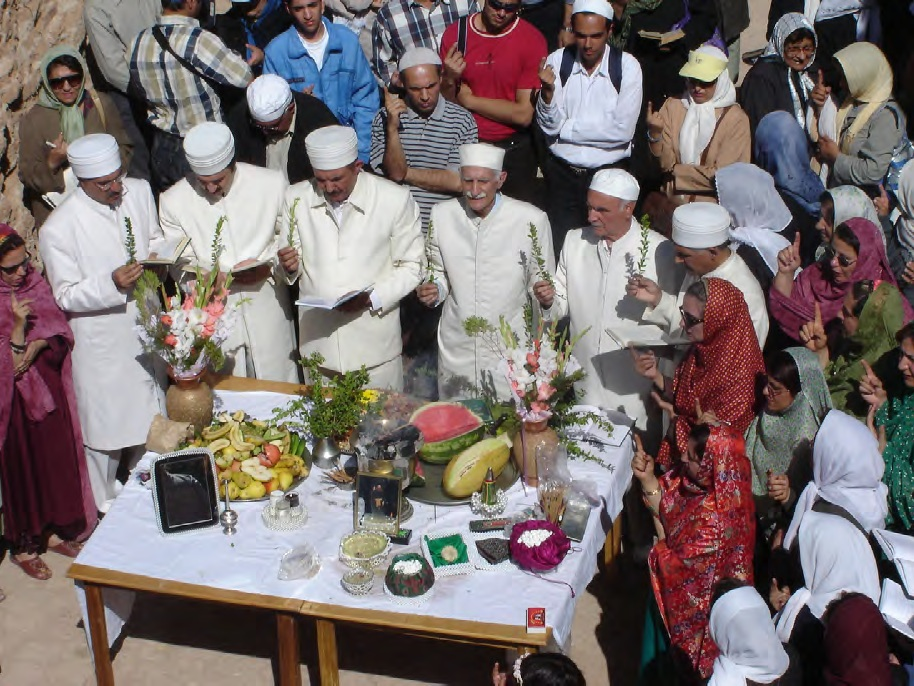
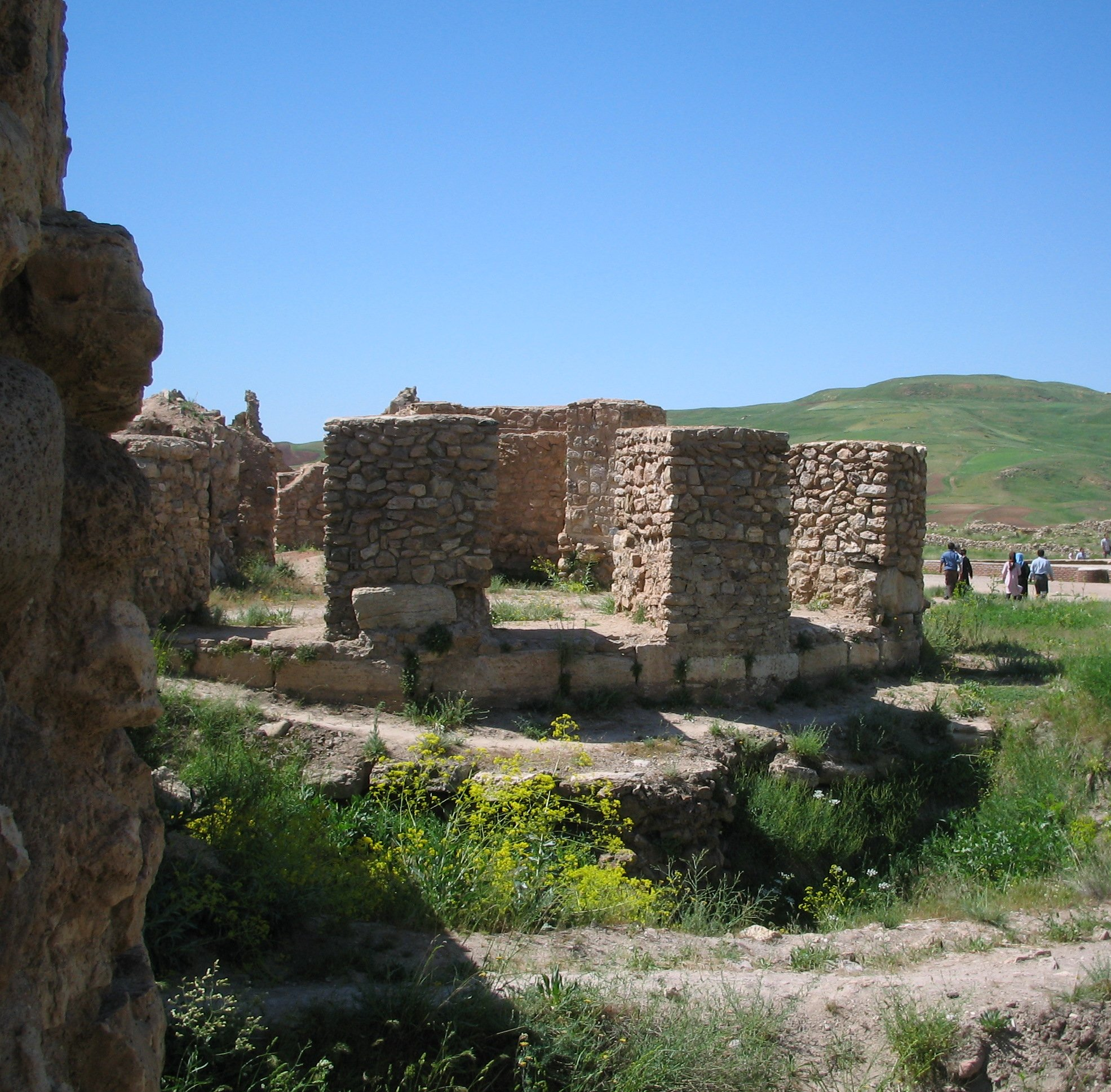
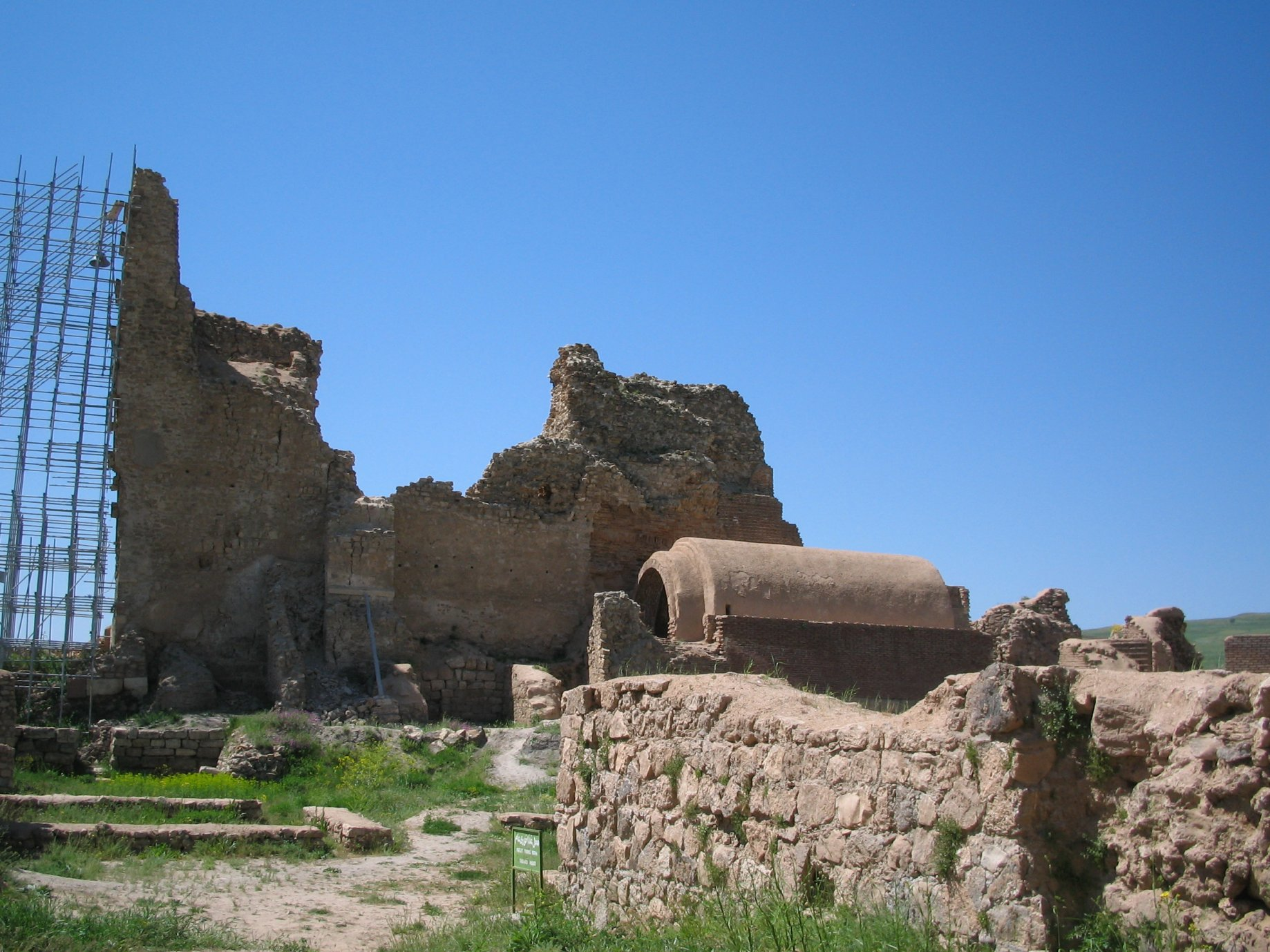
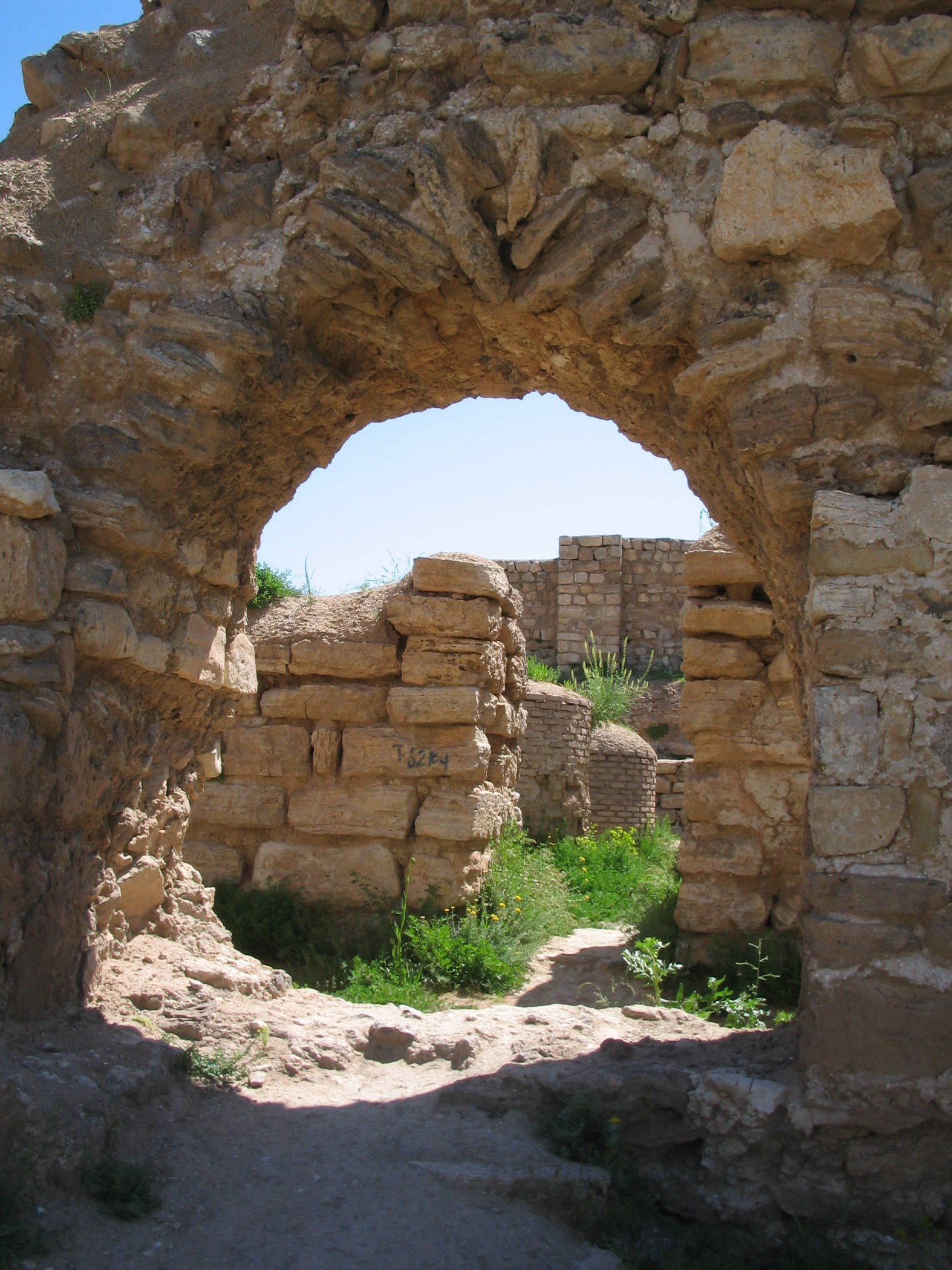
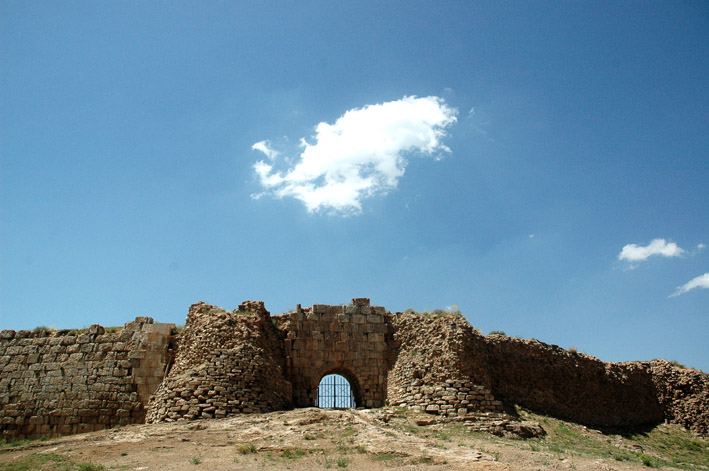
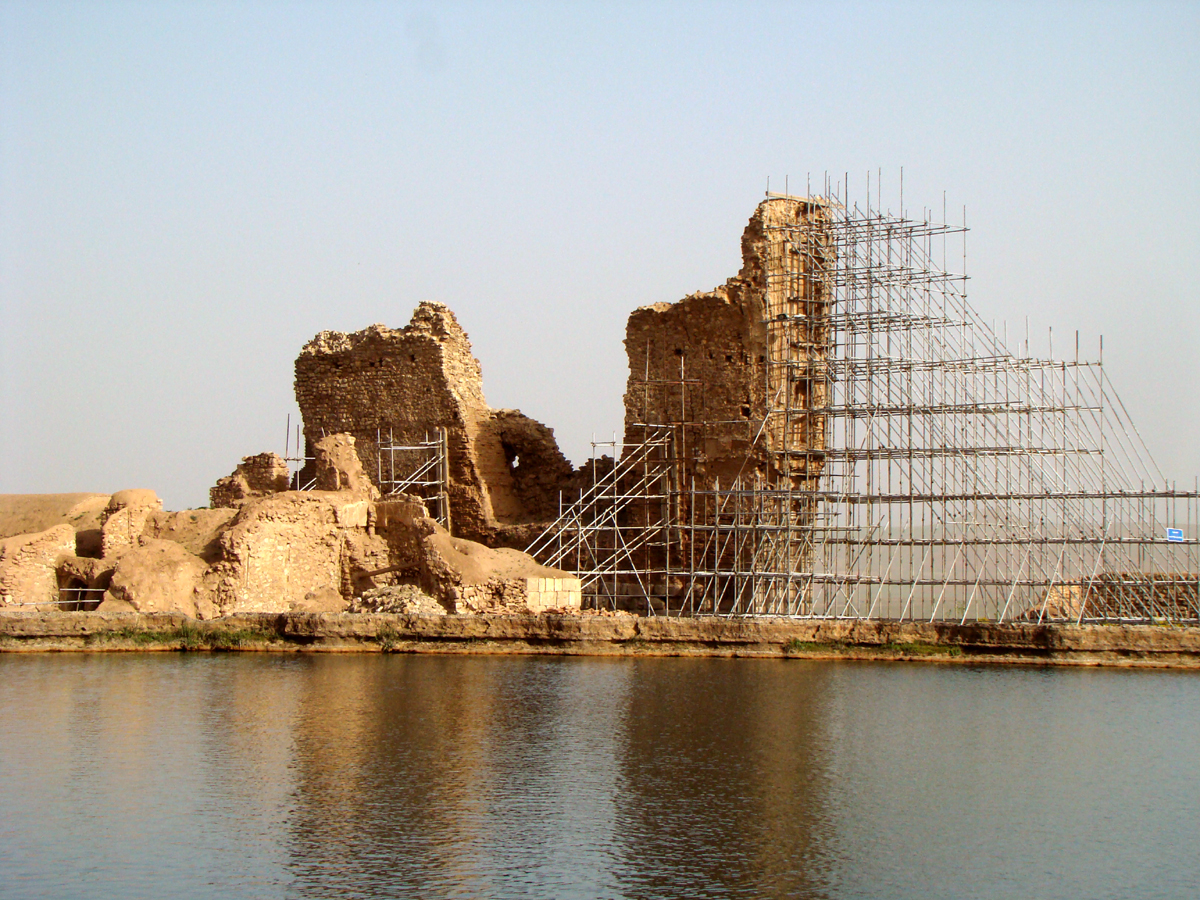
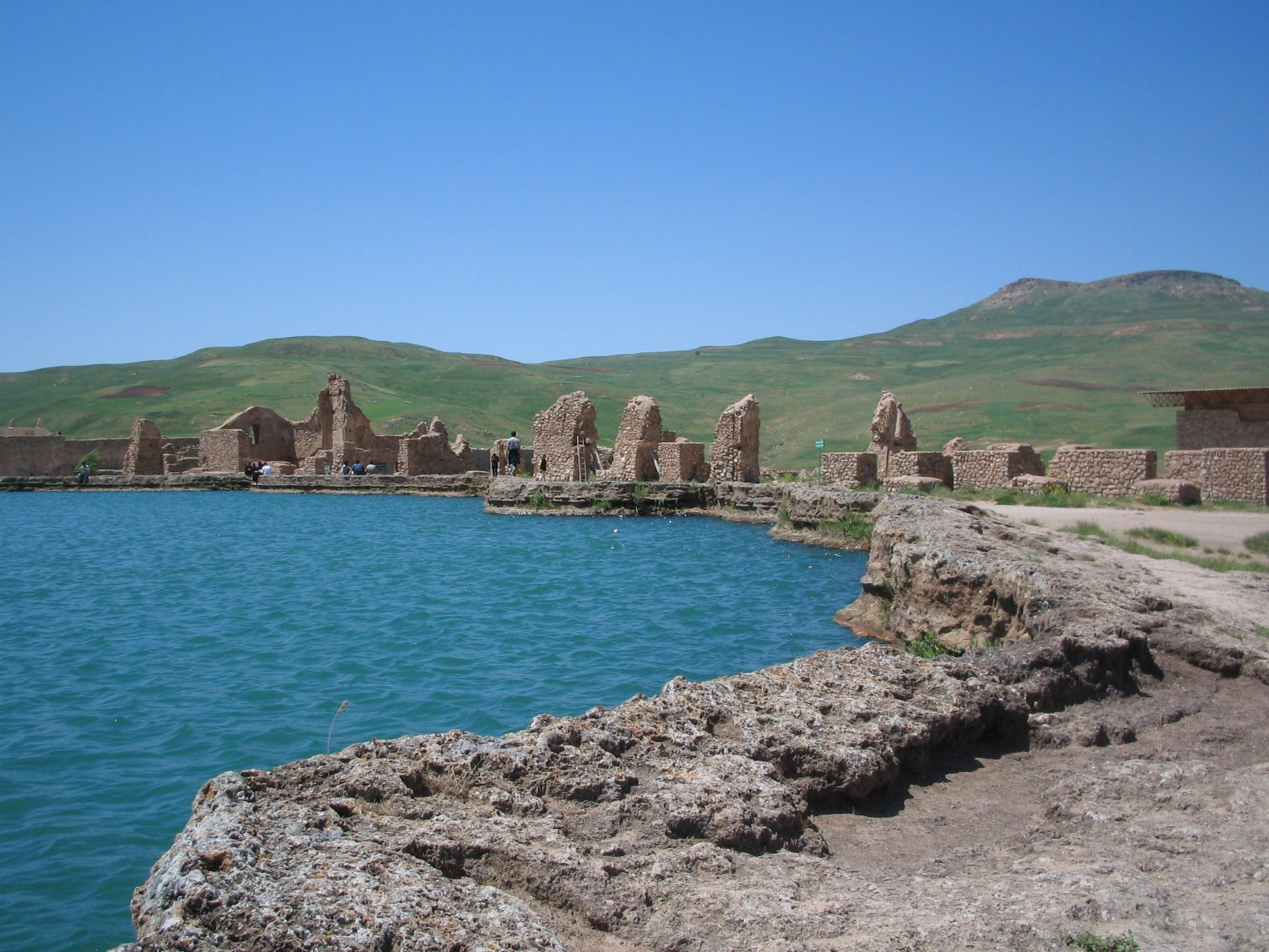
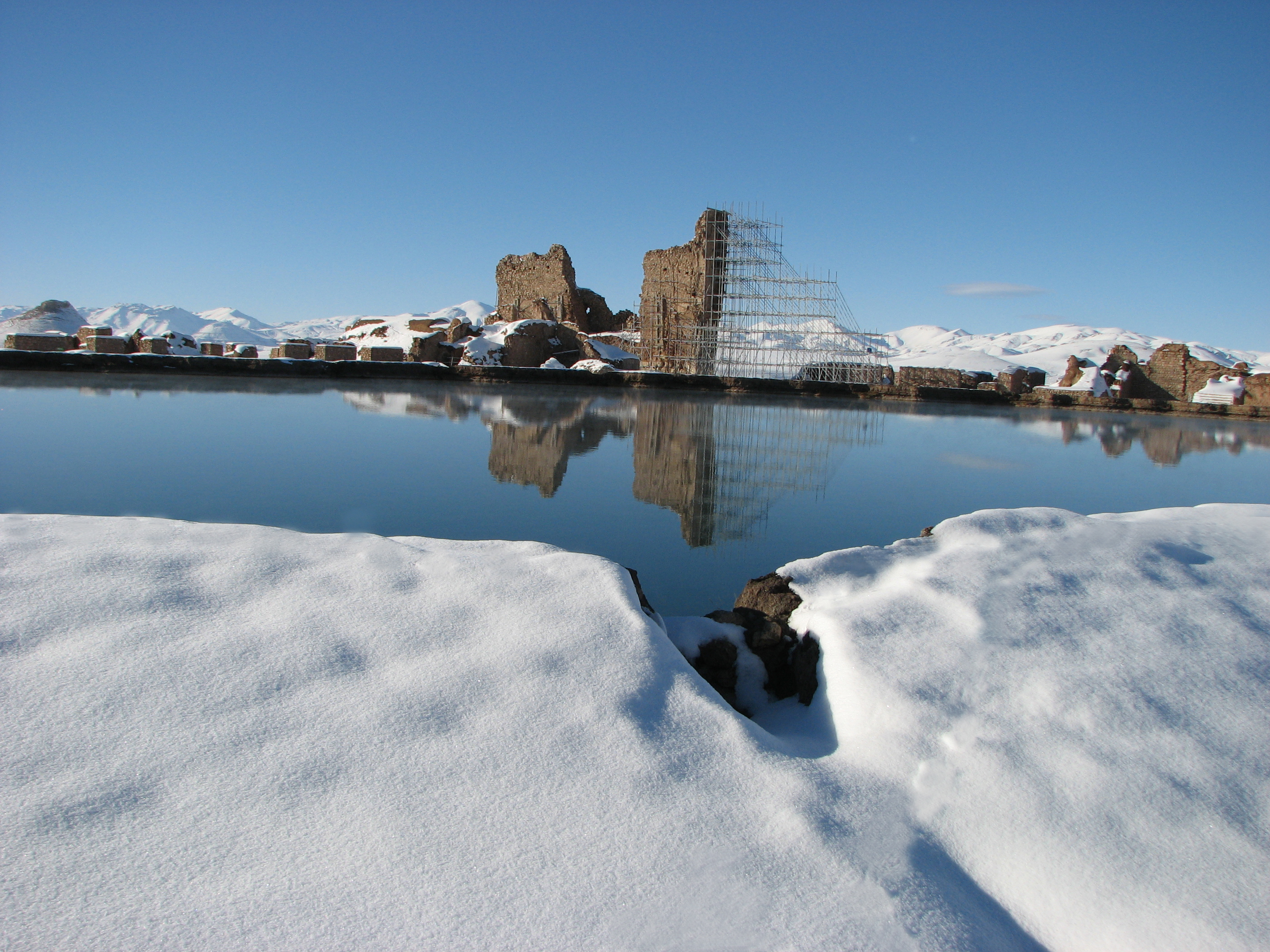
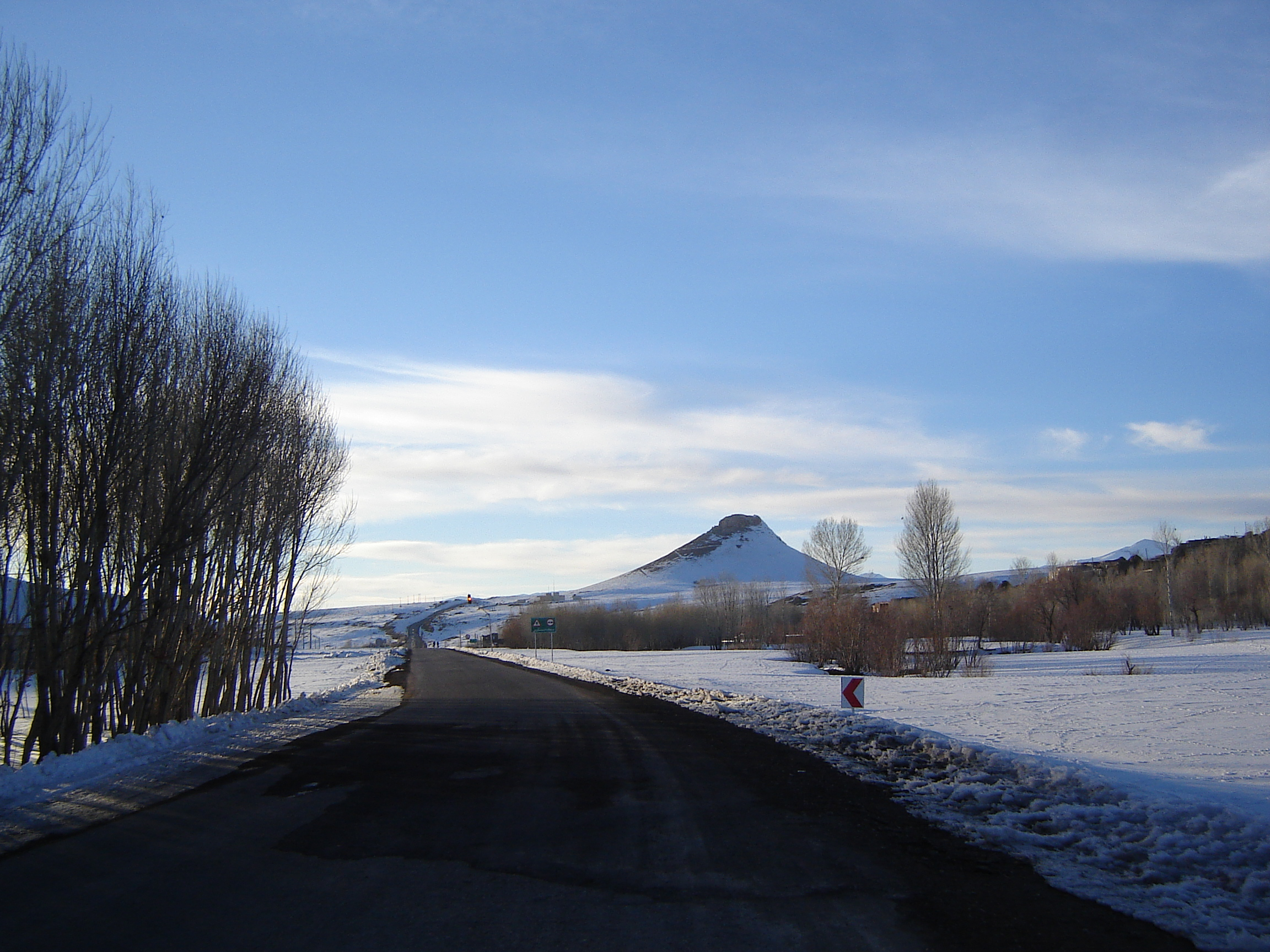
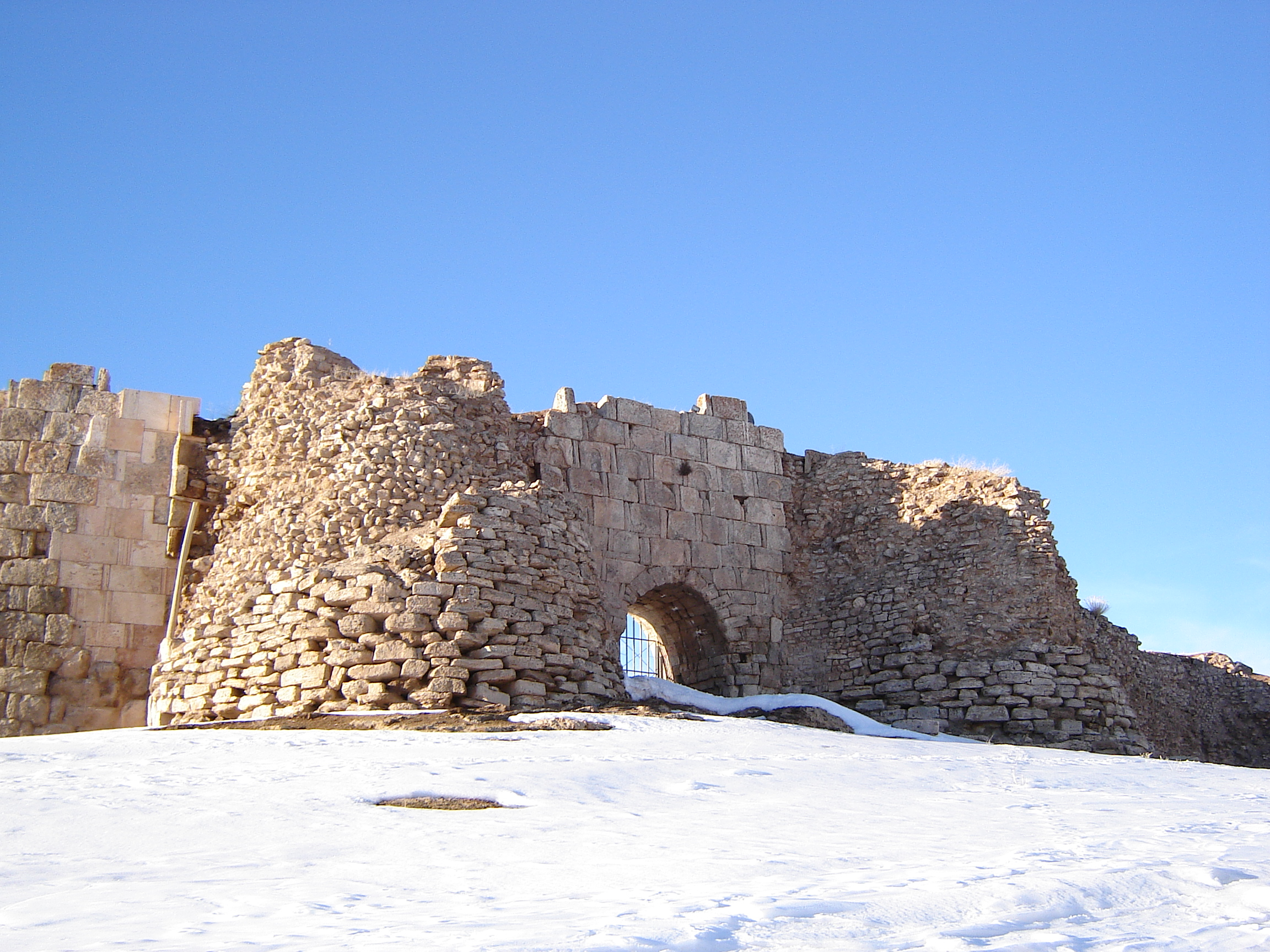
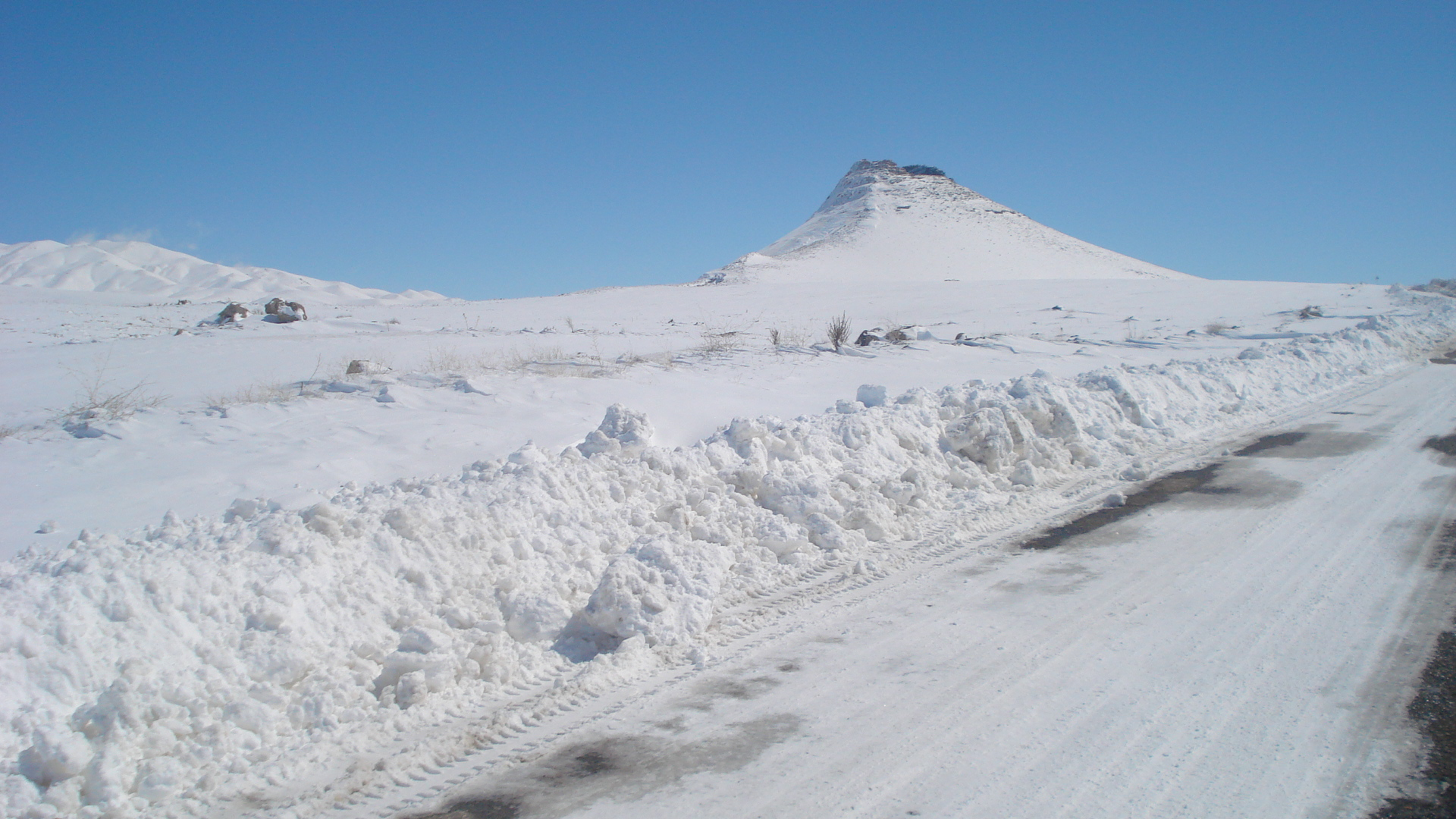
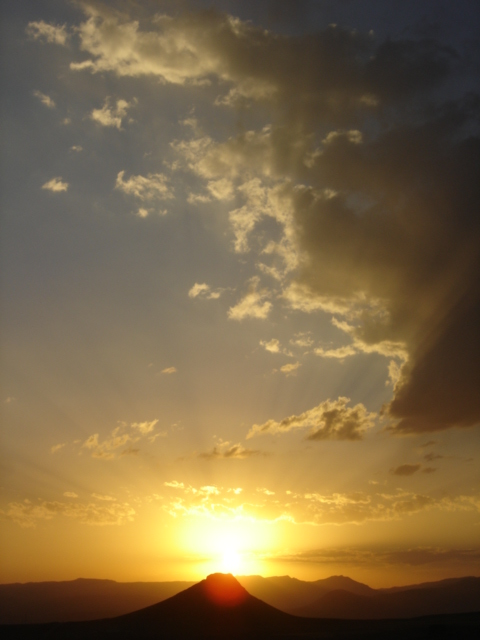
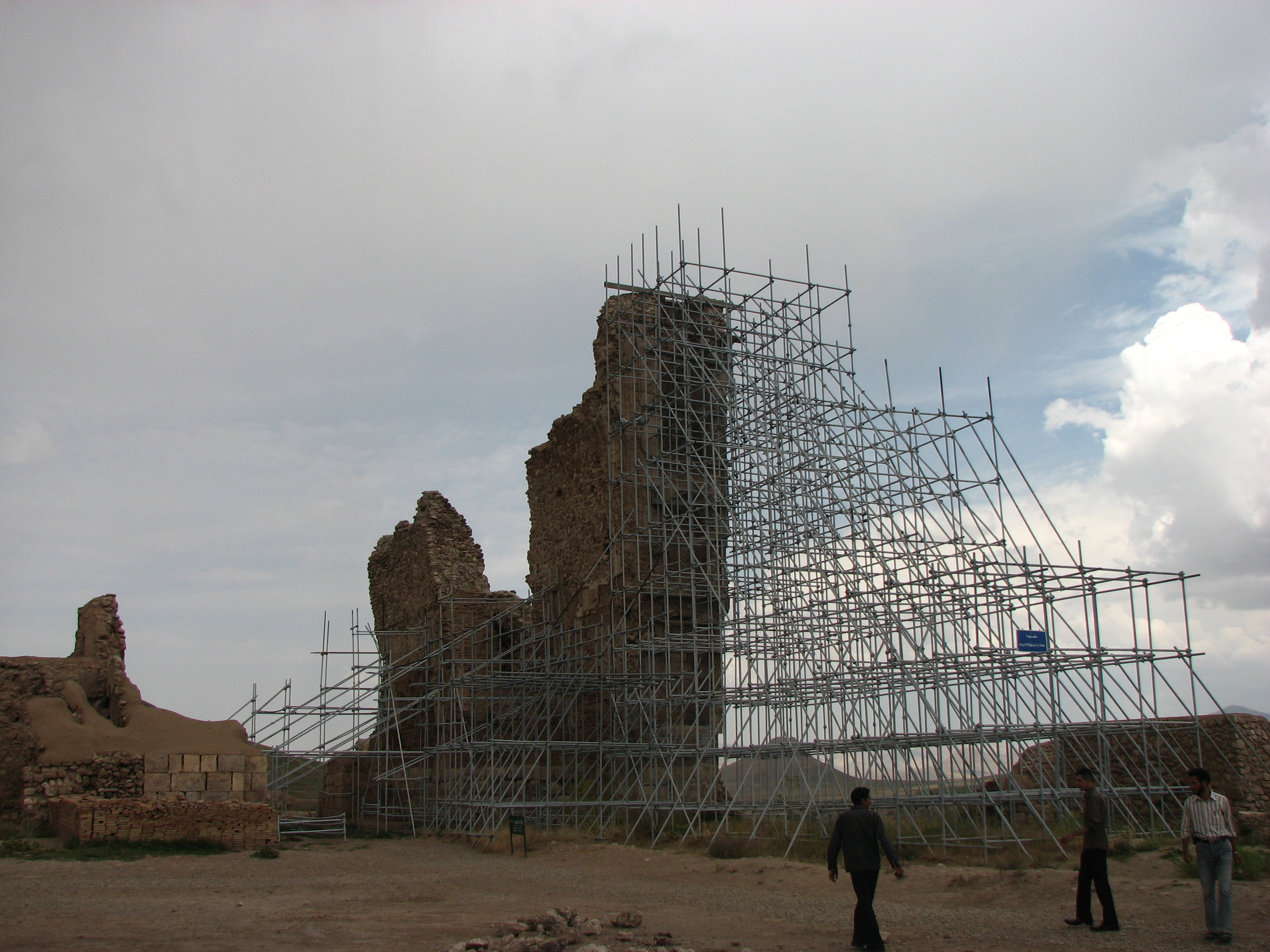
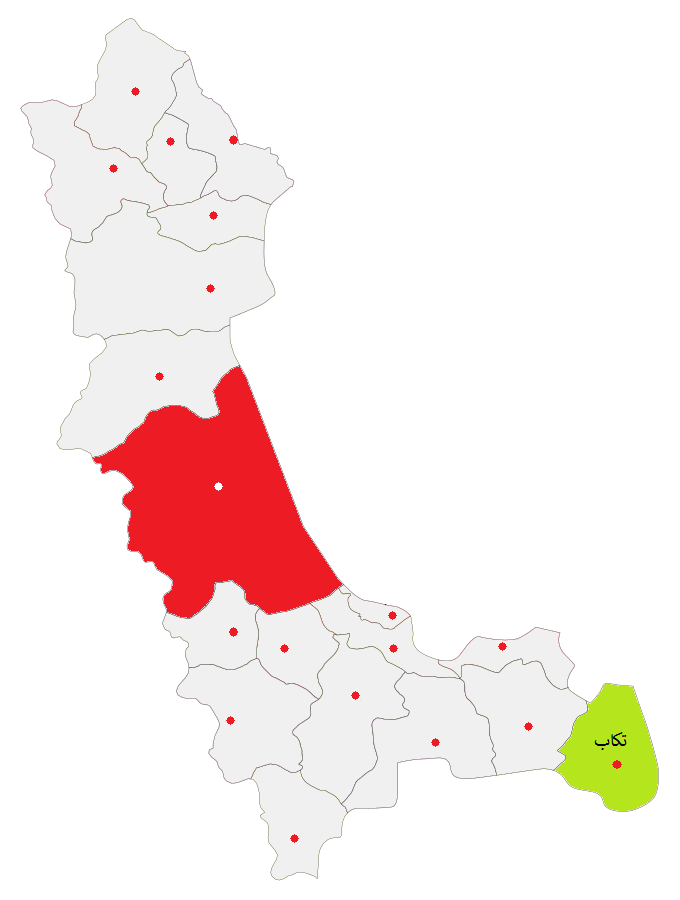